# Virgílio (futebolista)
Virgílio Marques Mendes, mais conhecido como Virgílio (Entroncamento, 17 de novembro de 1927 — 24 de abril de 2009), foi um futebolista português que atuava como defesa.

## Carreira
Virgílio foi o jogador que mais jogou frente ao Sporting, com 39 partidas disputadas.